# 光武蔵人
光武 蔵人（みつたけ くらんど　1973年5月24日 - ）は、東京都出身の映画監督・俳優。ロサンゼルス在住。

## 来歴
- スピルバーグ監督作品『激突!』、三隅研次監督作品『子連れ狼 三途の川の乳母車』に感銘を受け、映画監督を志す[1]。
- 1990年、単身アメリカの高校へ留学し、サンフランシスコ芸術大学に入学。2年後、カリフォルニア芸術大学に転入、1996年に学士号、1998年、同大学院修士号を取得。
- 大学在学中、アメリカンシネマテック主催／日本国際交流基金協賛の「ジャパニーズ・アウトロー・マスターズ」映画特集に、映画監督の岡本喜八が招かれている噂を聞き、当時の国際交流基金ロサンゼルス支局長に直訴し、岡本の通訳兼付き人の大役を射止める[2]。
- 大学卒業後は、ロサンゼルスにある日系テレビコーディネーション会社に就職し、約2年間、コーディネーターとして『NHK特集』や『日立 世界・ふしぎ発見!』などの現場に参加。また、SONY VaioNetのロサンゼルス情報番組『@TV』でディレクターとしての第一歩を踏む。
- 退職後、フリーのディレクターに転進し、味の素USAの北米用CFなどに演出として参加する。そして、ラインプロデューサーとして米映画会社ニュー・ライン・シネマ製作の『ラッシュアワー』（ジャッキー・チェン主演）、『ロスト・イン・スペース』（ウィリアム・ハート主演）、『ブレイド』（ウェズリー・スナイプス主演）などのDVD映像特典制作に参加。
- 2005年には、映画『燃ゆるとき THE EXCELLENT COMPANY』（細野辰興監督）での、ロサンゼルス撮影部分のラインプロデューサーに抜擢され、映画『呪怨 パンデミック』（清水崇監督）では、ロサンゼルスのポストプロダクションにて特殊視覚効果チームの通訳を担当し、シカゴでの追加撮影の際は、清水の助監督を務めた。また、映画『シャッター』（落合正幸監督）では、監督アシスタントとしてロサンゼルスでの編集作業に参加している。
- 2004年に、念願の初長編映画監督作品『Monsters Don’t Get to Cry』を制作。2007年には邦題『モンスターズ』として、マクザムよりDVD配給が実現した。
- 2007年からは、俳優活動も開始。特異なルックスと存在感がウケ、人気海外ドラマシリーズ『アグリー・ベティ』、『Heroes/ヒーローズ』などに出演。アメリカ映画俳優協会所属。
- 2008年、今の自分のすべてを賭ける作品として、幼い頃からの残酷チャンバラ愛を爆発させた長編映画第2作目『Samurai Avenger: The Blind Wolf』を監督、主演。脚本と製作も共同で手がけた。なお同作品は、師と仰ぐ、監督・岡本喜八に捧げられている。邦題は『サムライアベンジャー／復讐剣 盲狼』[3]。
- 2009年、アマンダ・プラマーも出演した『サムライアベンジャー／復讐剣 盲狼』はファンタスティック・プラネット映画祭で最優秀長編映画賞を受賞[4]。
- 2010年、アップリンクXにて、『サムライアベンジャー／復讐剣 盲狼』劇場公開される[5]。
- 2011年、日本映画監督協会に加盟。
- 2013年、ガンアクション長編映画『女体銃 ガン・ウーマン／GUN WOMAN』を脚本、監督（製作：マクザム）。主演に亜紗美を迎え、全編をアメリカで撮影した。第24回ゆうばり国際ファンタスティック映画祭にて審査員特別賞を受賞[6]。2014年夏、新宿バルト９を皮切りに日本全国劇場公開。同11月、Blu-ray発売開始。同12月、DVDレンタル開始。また本編では、仲代達矢が写真で友情出演している。
- 2015年、第55回日本映画監督協会新人賞に『女体銃 ガン・ウーマン／GUN WOMAN』でノミネートされる[7]。

## 作品

### 映画
| 公開年 | 作品名                                                                       | 備考                                                           |
| ------ | ---------------------------------------------------------------------------- | -------------------------------------------------------------- |
| 2004年 | モンスターズ（原題『Monsters Don’t Get to Cry』）                            | 監督                                                           |
| 2008年 | サムライアベンジャー／復讐剣 盲狼（原題『Samurai Avenger: The Blind Wolf』） | 監督・製作・脚本を担当。ブラインド・ウルフ役として自身が主演。 |
| 2014年 | 女体銃 ガン・ウーマン／GUN WOMAN（原題『Gun Woman』）                        | 監督・脚本（主演：亜紗美）                                     |
| 2016年 | KARATE KILL/カラテ・キル                                                     | 監督・脚本（出演：ハヤテ、紗倉まな、亜紗美）                   |
| 2021年 | マニアック・ドライバー                                                       | 監督・脚本                                                     |
| 2024年 | 唐獅子仮面/LION-GIRL                                                         | 監督・脚本・編集                                               |

### テレビ
- 新しい世界へ　〜有人宇宙飛行に革命を起こす者たち〜[8]

### 出演
- アグリー・ベティシーズン1（第4話「モードのルール」）
- Heroes/ヒーローズシーズン2（第2話「呪われた力」第6話「境界線」）